# Liste de monteuses
Liste de monteuses par zones géographiques.

## Allemagne
- Juliane Lorenz[1]
- Gisela Zick[2]

## Belgique
- Marie-Hélène Dozo
- Eva Houdova
- Susana Rossberg[3]
- Denise Vindevogel[4]

## Canada
- Suzanne Allard
- Holly Dale
- Marguerite Duparc
- Patricia Rozema
- Anne Wheeler

### Québec
- Alain Belhumeur 
  - 2  prix Gémaux du meilleur montage 1992 et 1999
- Louise Côté

2 propositions au prix Génie du meilleur montage 1985 et 1988
7 propositions au prix Génie du meilleur montage 1988, 1992, 1993, 1998, 2000 et 2 fois en 2002
3 propositions au prix Jutra du meilleur montage 2002, 2004 et 2006
- Dominique Fortin

1 Eddie Award du meilleur montage d'un épisode d'une mini-série 1996
1 prix Gemini du meilleur montage pour un programme dramatique ou série télévisée 2007
2 autres propositions au prix Gemini du meilleur montage pour un programme dramatique ou série télévisée 1998 et 2006
1 prix Génie du meilleur montage 2005
1 autre proposition au prix Génie du meilleur montage 2004
1 prix Jutra du meilleur montage image 2004
- Hélène Girard

1 prix Génie du meilleur montage 2001
1 prix Jutra du meilleur montage 2001
- Micheline Lanctôt
- Sophie Leblond

1 prix Jutra du meilleur montage 2002
2 propositions au prix Jutra du meilleur montage 2000 et 2001
- Julie Monette

## États-Unis
- Anne Bauchens[5]

Oscar du meilleur montage 1941
3 autres propositions à l'Oscar du meilleur montage 1935, 1953 et 1957
- Lillian Benson
- Else Blangsted
- Beth Brickell
- Martha Coolidge
- Julie Dash
- Adrienne Fazan

1 Oscar du meilleur montage 1959
1 autre proposition à l'Oscar du meilleur montage 1952
- Verna Fields[6]

1 oscar du meilleur montage 1976
1 autre proposition à l'Oscar du meilleur montage 1974
1 Eddie Award du meilleur montage 1976
1 proposition au BAFTA Award du meilleur montage 1976
1 Crystal Award 1981
- Lisa Fruchtman[7]

1 Oscar du meilleur montage 1984
2 autres propositions à l'Oscar du meilleur montage 1980 et 1991
3 propositions à l'Eddie Award du meilleur montage 1980, 1984 et 1996
1 proposition au BAFTA Award du meilleur montage 1980
- Tina Hirsch

1 Eddie Award du meilleur montage 2001
3 autres propositions à l'Eddie Award du meilleur montage 1996, 2000 et 2005
1 proposition à l'Emmy Award du meilleur montage d'une série TV 2000
- Alita Holly
- Faith Hubley
- Barbara McLean[8]

Oscar du meilleur montage 1945
6 autres propositions à l'Oscar du meilleur montage 1936, 1937, 1939, 1940, 1944 et 1951
- Thelma Schoonmaker

3 Oscars du meilleur montage 1981, 2005 et 2007
3 autres propositions à l'Oscar du meilleur montage 1971, 1991 et 2003
4 Eddies Awards du meilleur montage 1983, 2003, 2005 et 2007
2 autres propositions à l'Eddie Award du meilleur montage 1991 et 1996
2 BAFTA Awards du meilleur montage 1982 et 1991
5 autres propositions au BAFTA Award du meilleur montage 1984, 1993, 2003, 2005 et 2007
2 Sierra Awards du meilleur montage 2005 et 2006
2 propositions à l'OFCS Award du meilleur montage 2005 et 2007
1 PFCS Award du meilleur montage 2006
- Eve Unsell

1 Golden Satellite Award du meilleur montage 2003
1 autre proposition au Golden Satellite Award du meilleur montage 2005

## France
- Martine Barraqué
- Suzanne Baron
- Marguerite Beaugé[9]
- Lise Beaulieu

1 César du meilleur montage 1993
- Noëlle Boisson

4 Césars du meilleur montage 1983, 1989, 1991 et 2005
1 proposition à l'Oscar du meilleur montage 1990
2 autres propositions au César du meilleur montage 1993 et 1996
- Françoise Bonnot[10]

1 Oscar du meilleur montage 1970
1 proposition à l'Eddie Award du meilleur montage pour un téléfilm
1 BAFTA Film Award du meilleur montage 1983
1 proposition au BAFTA Film Award du meilleur montage 1970
3 propositions au César du meilleur montage 1978, 1984 et 1999
- Monique Bonnot[11]
- Myriam Borsoutsky
- Denise de Casabianca
- Emmanuelle Castro

2 césars du meilleur montage 1988 et 2000
- Jasmine Chasney[12]
- Françoise Collin
- Anne-Marie Cotret
- Andrée Davanture[13]
- Cécile Decugis
- Isabelle Dedieu
- Valérie Deseine

1 César du meilleur montage 2014
- Annette Dutertre[14]
- Andrée Feix
- Martine Giordano
- Agnès Guillemot[15]
- Raymonde Guyot

2 Césars du meilleur montage 1979 et 1986
2 autres propositions au César du meilleur montage 1988 et 1989
- Joëlle Hache
- Louisette Hautecoeur
- Nathalie Hubert
- Monique Isnardon
- Françoise Javet
- Sylvie Landra

4 propositions au César du meilleur montage 1995, 1998, 2000 et 2007
- Arlette Langmann
- Renée Lichtig
- Valérie Loiseleux[16]

1 César du meilleur montage 2004
- Nicole Lubtchansky[17]
- Sabine Mamou
- Yvonne Martin
- Jacqueline Meppiel
- Victoria Mercanton
- Claudine Merlin

1 César du meilleur montage 1990
6 autres propositions au César du meilleur montage 1977, 1980, 1985, 1987, 1990 et 1992
- Denise Natot
- Nelly Quettier

1 prix du cinéma européen du meilleur montage 1992
- Sophie Reine

1 césar du meilleur montage 2009
- Marguerite Renoir
- Marie-Christine Rougerie[18]
- Nicole Saunier

1 césar du meilleur montage 1985
- Sophie Schmit
- Dounia Sichov
- Claire Simon
- Sophie Tatischeff (fille de Jacques Tati)
- Annie Tresgot
- Suzanne de Troye
- Denise Tual
- Joële van Effenterre
- Svetlana Vaynblat
- Juliette Welfling
- Geneviève Winding

1 César du meilleur montage 1976
4 autres propositions au César du meilleur montage 1979, 1981, 1985 et 1993
- Marie-Josèphe Yoyotte[19]

3 Césars du meilleur montage 1977, 1997 et 2002
2 autres propositions au César du meilleur montage 1976 et 1992

## Israël
- Ziva Postec[20]

## Italie
- Francesca Calvelli[21]
- Gabriella Cristiani[22]

1 oscar du meilleur montage 1988
1 Eddie Award du meilleur montage 1988
1 BAFTA Award du meilleur montage 1989

## Mexique
- Gloria Schoemann

trois Ariels d'Argent du meilleur montage 1947, 1954 et 1955
médaille Salvador-Toscano 1993
Ariel d'Or 2004
sept propositions à l'Ariel d'Argent du meilleur montage 1946, 1948, 1949, 1950, 1953, 1957 et 1958

## Norvège
- Sophie Hesselberg[23]

## Pays-Bas
- Nathalie Alonso Casale

## Royaume-Uni
- Anne V. Coates[24]

Oscar du meilleur montage 1963
4 autres propositions à l'Oscar du meilleur montage 1965, 1981, 1994 et 1999
1 Eddie Award pour l'ensemble de sa carrière 1995
4 propositions à l'Eddie Award du meilleur montage 1963, 1965, 1994 et 1999
4 propositions au BAFTA Award du meilleur montage 1975, 1981, 1994 et 2001
1 proposition au OFCS Award du meilleur montage 1999
- Claire Simpson[25]

1 Oscar du meilleur montage 1987
1 autre proposition à l'Oscar du meilleur montage 2006
1 Eddie Award du meilleur montage 1987
1 autre proposition à l'Eddie Award du meilleur montage 2006
2 BAFTA Awards du meilleur montage 1988 et 2006
1 proposition à l'OFCS Award du meilleur montage 2006

## Suisse
- Anne-Marie Miéville
- Léa Pool

## Suède
- Sofia Lindgren[26]

## Tchécoslovaquie
- Eva Houdova